# Palazzo Ronzani
Palazzo Ronzani (soprannominato scherzosamente in bolognese Palâz di Pistulén) è un palazzo situato nel centro di Bologna, all'angolo tra via Rizzoli e piazza Re Enzo. 

## Storia
Agli inizi del XX secolo il centro di Bologna vide un progetto di modifiche urbanistiche, volto a creare una arteria di grande dimensione che collegasse piazza Maggiore alle Due Torri. Tale progetto portò all'abbattimento di un dedalo di vicoli e palazzi medievali (tra cui parecchie torri) chiamato Mercato di Mezzo, per fare posto all'odierna via Rizzoli. La prima di queste costruzioni, sul lato di piazza Maggiore fu costruita dalla famiglia Ronzani. Tale famiglia si era arricchita con la prima produzione industriale di birra nel bolognese e volle dotarsi di una abitazione nel pieno centro della città. La costruzione del palazzo avvenne fra il 1914 e il 1915, ad opera dell'architetto Gualtiero Pontoni.
All'angolo di piazza Re Enzo, il Palazzo si collega con le loggiate cinquecentesche del Pavaglione.
Prospiciente al portico affacciato su via Rizzoli, nel 1921, venne realizzata una pensilina in stile Liberty con una struttura in acciaio e cristalli colorati, ad opera di Umberto Costanzini.

## Cinema Modernissimo
Nei sotterranei del palazzo venne costruito un cinema teatro, chiamato Modernissimo. La costruzione di tale locale, interrato, era in stile Liberty, in voga nel periodo, particolarmente nelle zone centrali delle grandi città europee. L'ingresso avveniva tramite alcune scale decorate con stucchi, ancora visibili all'interno di un negozio, sul lato del palazzo che affaccia su piazza Re Enzo.
A partire dal 2015 è in corso un progetto di restauro del cinema a cura della Cineteca di Bologna, per renderlo di nuovo funzionante. Il 21 novembre 2023 è stato inaugurato, con una rassegna di proiezioni e incontri speciali dal 21 al 30 novembre con numerosissimi ospiti del mondo del cinema, come Marco Bellocchio, Marco Tullio Giordana, Wes Anderson, Paola Cortellesi, Manetti bros, Paolo Mereghetti, Giorgio Diritti, Giuseppe Tornatore, Alice e Alba Rohrwacher, Josh O'Connor, Jeff Goldblum, Francesco Piccolo e Luca Bigazzi. Dal 1º dicembre è cominciata la ricchissima programmazione normale, con rassegne dedicate al cinema del passato e del presente italiano e straniero, nuovi restauri, anteprime e incontri con registi, a cui hanno partecipato personaggi, come Louis Garrel, Luca Guadagnino e Pietro Castellitto. Caratteristica particolare di questo cinema è il fatto che le poltrone della sala portano ciascuna il nome di uno o più personaggi della storia del cinema.